# Botanical Expedition to Oregon
Botanical Expedition to Oregon (abreviado Bot. Exped. Oregon) es un libro con ilustraciones y descripciones botánicas que fue escrito por el botánico y entomólogo escocés Andrew Murray (botánico) y publicado en 11 partes en los años 1849-1859.